# 林剑
林剑（1977年5月—），湖北武汉人，中华人民共和国职业外交官，中国共产党党员。现任中华人民共和国外交部新闻司副司长、外交部发言人。

## 生平
1977年出生于湖北省武汉市，1995年毕业于武汉外国语学校，1999年毕业于北京外国语大学英语专业。同年进入外交部工作，并选派赴丹麦留学。后调任中国驻丹麦大使馆政治处。此后，历任中国驻波兰大使馆政务参赞、外交部欧洲司参赞。
2020年至2024年，援疆任新疆生產建設兵團外事辦公室黨組書記、主任。
2024年3月，任外交部新闻司副司长、外交部发言人。